# Plumipalpia martini
Plumipalpia martini är en fjärilsart som beskrevs av Munroe 1961. Plumipalpia martini ingår i släktet Plumipalpia och familjen Crambidae. Inga underarter finns listade i Catalogue of Life.